# ناحية جاسم
ناحية جاسم إحدى نواحي سوريا تتبع إداريّاً لمحافظة درعا منطقة إزرع ومركزها مدينة جاسم، بلغ تعداد سكان الناحية 39,624 نسمة حسب التعداد السكاني لعام 2004.